# آيت بوشو (خميس سيدي يحيى)
آيت بوشو هي إحدى مشيخات المملكة المغربية، تتبع جغرافيا لإقليم الخميسات وإداريًا لخميس سيدي يحيى. يقدر عدد سكانها بـ 1926 نسمة حسب الإحصاء الرسمي للسكان والسكنى لسنة 2004.